# Hank Crawford
Hank Crawford (rodným jménem Bennie Ross Crawford, Jr.; 21. prosince 1934 Memphis – 29. ledna 2009 tamtéž) byl americký altsaxofonista a aranžér. Od konce padesátých do počátku šedesátých let působil v kapele Raye Charlese. Když od Charlese v roce 1963 odešel, založil si svůj vlastní sextet a natočil řadu vlastních alb. Během své kariéry spolupracoval i s dalšími hudebníky, mezi které patří Grant Green, B. B. King, Shirley Scott nebo Eric Clapton. Příčinou jeho úmrtí byla mrtvice.